# Marlierea tovarensis
Marlierea tovarensis är en myrtenväxtart som beskrevs av Otto Karl Berg. Marlierea tovarensis ingår i släktet Marlierea och familjen myrtenväxter.
Artens utbredningsområde är Venezuela. Inga underarter finns listade i Catalogue of Life.